# Internationale Leninschool

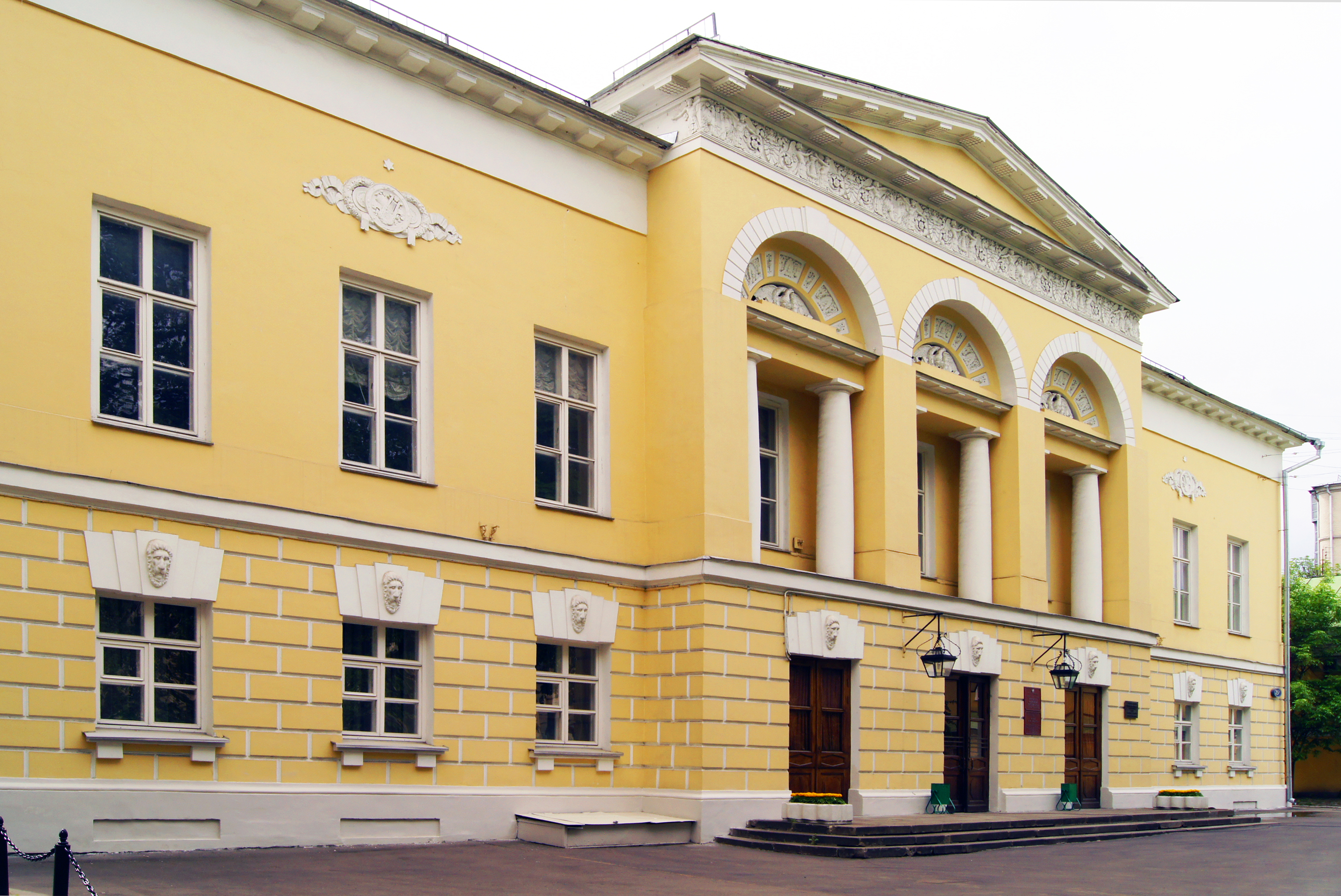
Internationale Leninschool

De Internationale Leninschool was een opleidingsinstituut van het Komintern in Moskou.
De school werd in 1926 opgericht en bestond tot 1938. Hier werden ongeveer 3000 communisten uit 59 landen, die door hun partij waren geselecteerd, ideologisch geschoold. Een groot deel van hen (ca. 370) kwam uit Duitsland.
De Leninschool werd eerst door Nikolaj Boecharin geleid. In 1932 werd de school enige tijd geleid door de Duitse communist Wilhelm Pieck.

## Bekende studenten
Onder de studenten waren mensen die later een leidende communistische rol vervulden, zoals de Nederlander Henk Gortzak, Nikolaos Zachariadis in Griekenland, Josip Broz Tito in Joegoslavië en Władysław Gomułka in Polen. Oud-studenten die in de DDR een leidende rol hadden waren Erich Honecker, Erich Mielke, Elli Schmidt en Heinz Hoffmann.